# شجيرة حناء وقمر
شجيرة، حناء وقمر هي رواية للكاتب والمؤرخ المغربي أحمد التوفيق. صدرت طبعتها الأولى سنة 1998 عن دار القبة الزرقاء للنشر والخدمات والطبعة الثانية سنة 2001.

## نبذة عن الرواية
تدور أحداث الرواية في مجملها حول قائد ظالم يدعى هْمُّو ورث الحكم عن أبيه علاَّ،فعاث فسادا ونهبا في البلاد،إذ لم يسلم من بطشه الشيوخ ولا النساء، فكان بذلك على النقيض من والده علاَّ الذي كان عادلا وحكيما، حيث لم يستغل منصبه لتوسيع ممتلكاته ولا لإشباع مختلف نزواته على عكس ابنه. إن الرواية إذن تجسيد لفترتي حكم متناقضتين تدور أحداثهما بجبال الأطلس المغربية.
رواية شجيرة حناء وقمر بقلم أحمد التوفيق..وأداء ما يترتب على إيالته من فرائض وضرائب للسلطان، وإلى إحاطة نفسه بكافة مظاهر القيادة من قصور ومنازل وسجن وحاشية، وحرّاس وعسكر. وفي بنائه لسلطته يرتقي "همو" مدارج سجن داخلي ذاتي، تضيق سراديبه إلى حد الاختناق، يساعده في إقراره وفرضه لسلطته وهيبته على قبيلته والقبائل المجاورة صديق أبيه وخادمه "ابن الزارة"، وهو في الأصل نخاس سمسار في أسواق الواحات، يتاجر بالإماء والعبيد من الرجال والنساء، وصديق والده الصائغ اليهودي "باروخ"، الذي يلبي كافة مطالب "همو" ورغباته ويسلفه الأموال ويعينه في تأمين الموارد، وفي النهاية يخدعه ويسلبه أموال كنزه الذهبي. أوحى ابن الزارة للقائد همو بضرورة الزواج من بنات الأعيان والقادة والمشايخ، وزوجه من فتاة جميلة عربية أبية النفس اسمها "السالمة"، ابنة ولد الشهباء، قائد ولاية السهل المجاورة. ولما لم ترضخ لسلطته ولم يجد فيها ضالته المنشودة ومحبوبته المطيعة، زوجه من "كيما" ابنة الشيخ أحماد نايت ابرايم الأبي المعتد بكرامته وقبيلته، وهو شيخ قبيلة بربرية تقيم في منطقة جبلية من ولايته، بعد أن أقنعه بذلك قائلاً: "تتزوجها وتضرب عصفورين بحجر: تثير بها غيرة زوجتك بنت ولد الشهباء وتكون عنك بمثابة رهينة تضمن طاعة والدها الشيخ أحماد"... كان القائد همو شوكا ورمزا للاستبداد والإقطاع المخزني (المخزن مصطلح مغربي يطلق على الدولة) همه الوحيد إرضاء رؤسائه وقهر مرؤوسيه وتجميع وسائل الجاه والمتعة والتملك ضدا في شيوخ (أهل النصف والفج الاعلا والفج الأسفل وممر الريح والقعدات واعلى الوادي وسفح الضباب وشعاب الملح وشعاب البساتين ووادي الزيتون واهل المعزى والمنازل والقدامى وأيت أبرييم).

## شخصيات الرواية
الشخصيات المحورية: 
- "علاّ"  وهو الاسم المختصر لعبد الله عند بعض القبائل في الجبال المغربية، قائد متواضع عادل وحكيم، لا تهمه السلطة والجاه والمال بقدر اهتمامه باستتباب الامن والسلام بقبيلته؛

- "همّو" وهو الاسم المختصر لمحمد لدى قبائل جنوب المغرب، شاب طموح وجشع وهو نقيض والده، يحب الجاه المال والسلطة، ويسعى الى حياة البذخ والثروة على حساب القبيلة حيث بسط سلطته بعد وفاة والدة بالقوة والجبروت وفرض الضرائب إرضاء لسلطة المخزن؛[6]

- "ابن الزارة" خادم همو وصديق أبيه ومساعده وهو نخاس يتاجر بالإماء والعبيد من الرجال والنساء

- "باروخ"،الصائغ اليهودي المعين للقائد همو المتجبر في فرض سيطرته على القبائل.

- "السالمة"،الزوجة الاولى للقائد هموون وهي ابنة ولد الشهباء، قائد احدى القبائل المجاورة؛
- "كيما" الزوجة الثانية للقائد همو وابنة الشيخ أحماد نايت ابرايم وهو شيخ قبيلة بربرية.

## الأسلوب
يشكل الوصف الدقيق للمناظر الطبيعية المغربية، كالجبال والسهول والواحات والصحراء، عنصرًا أساسيًا في بناء عالم الرواية عند أحمد توفيق. هذه المناظر ليست مجرد خلفيات بل هي شخوصٌ تتفاعل مع الأحداث والشخصيات، وتحمل في طياتها رموزاً ودلالات ثقافية عميقة. ويرتبط هذا الوصف الطبيعي ارتباطاً وثيقاً بالأساطير والحكايات التي يتناولها الكاتب. ونجد مثالاً واضحاً على ذلك في رمزية الحناء والقمر، حيث يجمع الكاتب بين معتقدات شعبية وأساطير مرتبطة بالحناء والقمر، وبين دلالات رمزية مستمدة من التراث الديني. فالحناء، كرمز للحماية والبركة، تتكامل مع القمر، كرمز للقوة والحكمة، لتشكلا معاً صورة رمزية قوية تعكس عمق الجذور الثقافية والتاريخية للشخصيات والأحداث
في رواية "شجرة حناء وقمر"، ينطلق أحمد توفيق في رحلة أدبية لاستكشاف عمق الهوية المغربية، مستلهماً من مناجم التراث الشعبي والأساطير. يتجسد هذا الاستلهام في توظيفه المتقن للأساطير الأمازيغية والحكايات الشفوية، ممزوجاً بقصص قرآنية كحكاية النبي سليمان والهدهد، مما يضفي على روايته عمقاً روحانياً وتاريخياً. كما يستعير الكاتب من الشعر العربي القديم، مستخدمًا المقطوعات الشعرية لترسيخ الأفكار وتجسيد المشاعر.

## الدلالة الرمزية
في رواية «شجيرة حناء وقمر» لأحمد التوفيق، تتجلى الرموز بشكل عميق ومكثف، لتمنح النص أبعادًا روحية وثقافية تتجاوز حدود السرد الواقعي. فالحنّاء، مثلًا، لا تظهر كمجرد نبات، بل تمثل رمزًا للحماية والبركة، وتجسّد ارتباط الشخصيات بجذورها الثقافية والتقاليد الموروثة التي تُغرس كما تُغرس الحنّاء في الأرض.
أما القمر، فيحضر بوصفه رمزًا للحكمة والتأمل الروحي، حيث يضيء عتمات النفوس ويساعدها على كشف خبايا الذات، ويشكّل مرآة داخلية تعكس الصفاء والبحث عن المعنى في عوالم مضطربة.
ويبرز الصراع بين علاّ وهموا باعتباره أكثر من نزاع بين أب وابنه؛ إنه صراع قيمي عميق بين العدل والتواضع من جهة، والطمع والتسلّط من جهة أخرى. بهذا، يتحول الصراع إلى تمثيل رمزي للثنائية التي عرفها التاريخ البشري بين من يسعى لإرساء الحق ومن يُغريه الجشع.

## المرأة في الرواية
تبرز رواية "شجرة حناء وقمر" لأحمد توفيق دور المرأة المركزي والمعقد في المجتمع المغربي التقليدي. ففي خضم أحداث الرواية، تظهر المرأة بأوجه متعددة، كزوجة، وأم، وعاملة، ومثقفة .وتظهر المرأة – ممثَّلة في شخصية "كيما" – بصفتها صوتًا مقاومًا ومستنيرًا، لا يخضع للهيمنة الذكورية، بل يسهم في تحدي الظلم وفي إعادة تشكيل الهوية الفردية والجماعية. فهي ليست مجرد حضور أنثوي، بل قوة فاعلة تنبع من الوعي والثبات.  صورة المرأة في الرواية إيجابية، وتتحلى بجمال خارجي وداخلي. تتسم شخصيات النساء في الرواية بالقوة والشجاعة، رغم القيود الاجتماعية المفروضة عليهن. فنجد "كيما"، شخصية محورية، تتمتع بشخصية قوية وعزيمة لا تلين، فهي تواجه الظلم وتدافع عن حقوقها وحقوق الآخرين. كما تظهر شخصيات نسائية أخرى، تكشف عن تنوع وتعدد الأدوار التي تلعبها المرأة في المجتمع.

## الرموز والسياق
تمتد رمزية الرواية أيضًا إلى الطبيعة بوصفها كائنًا حيًا يشارك في الفعل السردي، لا مجرد خلفية للأحداث. فـالجبال، التي تحتضن القرى والمجتمعات، ترمز إلى الثبات والصمت الحامل للأسرار، بينما تُشير السهول والوديان إلى الهشاشة والانكشاف، حيث تتحرك الشخصيات بين التوتر والخضوع، بين العزلة والمواجهة.
ويُلاحظ كيف يستدعي أحمد التوفيق رموزًا من الموروث الصوفي، عبر توظيفه للتأمل، ولغة التوازن، والإشارة إلى المجهول والباطن، مما يُضفي على العمل بعدًا روحيًا يضع القارئ في حالة من البحث الداخلي. فالرواية ليست فقط قصة عن حكم وصراع، بل هي أيضًا تجربة باطنية تدعو إلى التفكر في معنى السلطة، ومالات الجشع، وسُبل التحرر الفردي من قيد الانتماءات الفاسدة.
ومن الرموز الدالة أيضًا، نجد أن العبيد وتجارة البشر التي يمارسها بعض الشخصيات لا تُعرض فقط كوقائع تاريخية، بل تحمل دلالة على استعباد الضمير واستغلال السلطة، حيث يغدو الإنسان بضاعة في نظام اجتماعي مختل، وتُصبح المادية وسيلة للقمع الرمزي والجسدي.
أما الصائغ باروخ، اليهودي الذي يستشيره "هموا"، فهو يمثل صوت العقل الحذر والبصيرة التجارية، لكنه في الوقت ذاته يرمز إلى التواطؤ الصامت مع السلطة، مما يجعل حضوره علامة على العلاقة المعقدة بين الهامش والمركز، وبين الفطنة والخذلان.

## اقتباس
'ولما رأى الهداوي القائد مارا امامه قام وحياه واستوقفه واخذ دعدوعة وبدأ يضرب وينشد:
الكلام خاصو تفاهم
الحكام خاصه القوام
والليف يتبع اللام
الاحمق يتبع الوشام
سمع هموا ذلك النظم، وما كان ليتوقف عنده لولا ضحك ابن الزيرارة وتعقيبه، اصبت اصبت يا منصاب

## جوائز
فازت رواية شجيرة، حناء وقمر لأحمد التوفيق بجائزة وزارة الثقافة المغربية سنة 1999.

## أنظر أيضا
- جارات أبي موسى